# Синицыно (Никольский район)
Синицыно — деревня в Никольском районе Вологодской области.
Входит в состав Зеленцовского сельского поселения, с точки зрения административно-территориального деления — в Зеленцовский сельсовет.
Расстояние по автодороге до районного центра Никольска — 68 км, до центра муниципального образования Зеленцово — 8 км. Ближайшие населённые пункты — Высокая, Малиновка, Шилово.
По переписи 2002 года население — 34 человека (17 мужчин, 17 женщин). Всё население — русские.